# Cimitirul Eternitatea din Roman

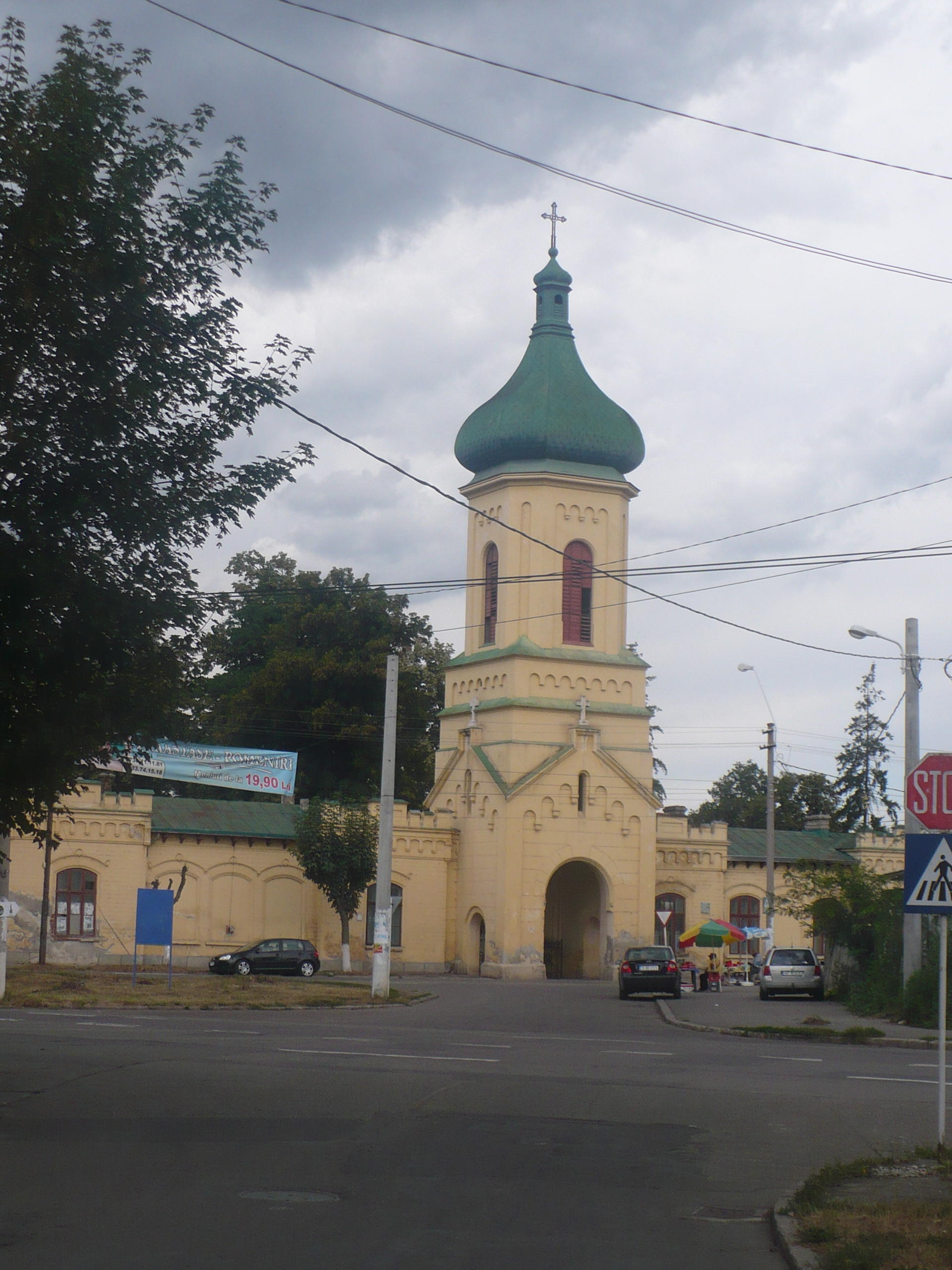
Intrarea în cimitir, prin turnul clopotniţei

Cimitirul Eternitatea este situat în partea nordică a orașului Roman, din județul Neamț, pe strada Mihai Viteazu nr. 8. Se află în apropiere de Cimitirul Evreiesc, fiind unul dintre cele două cimitire ale orașului.
Cimitirul are o vechime de peste 100 de ani, biserica din interiorul lui,  datează din anul 1884. Până la acea vreme cimitirul nu dispunea decât de o modestă capelă.

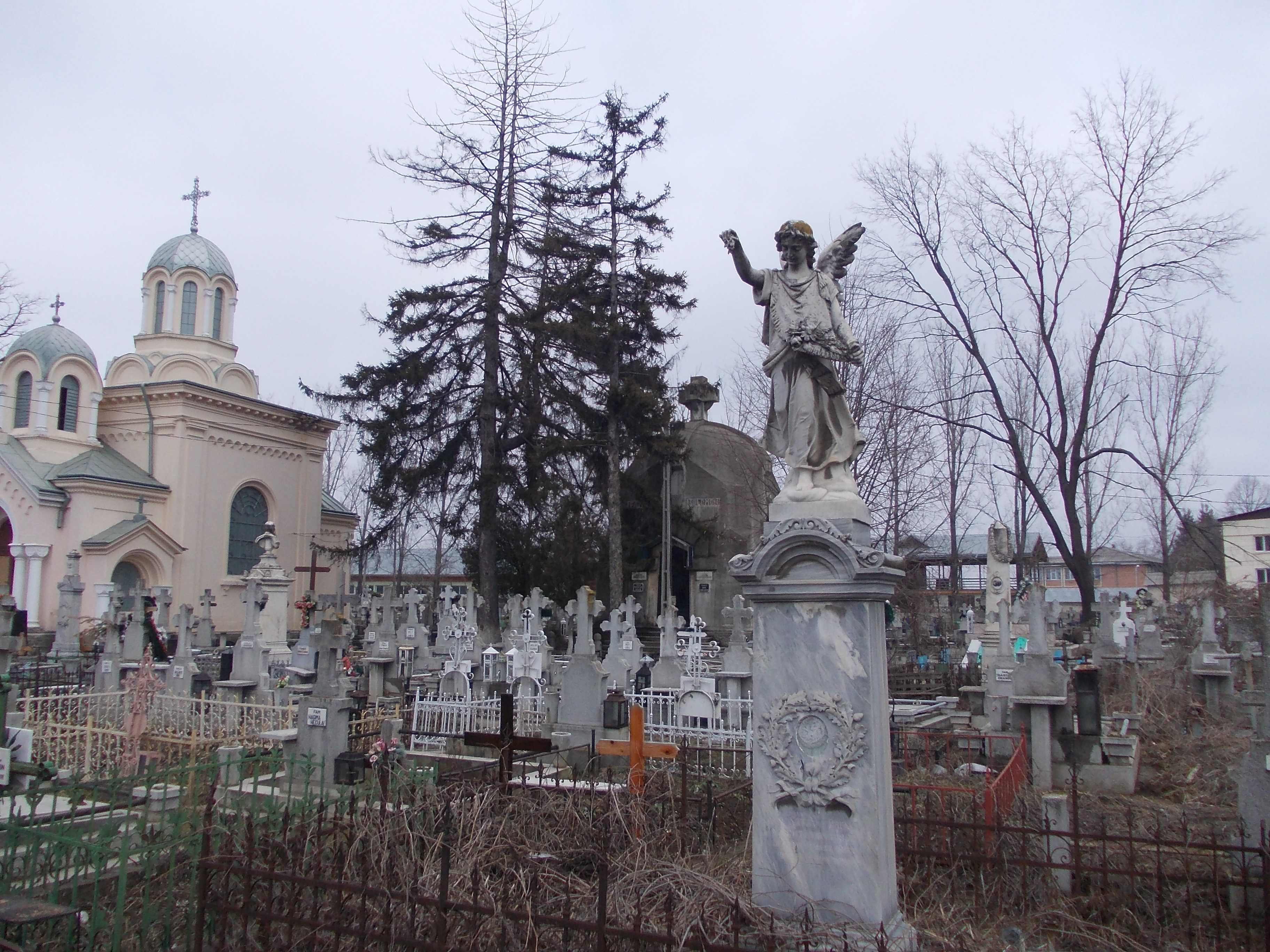
Imagine din cimitir

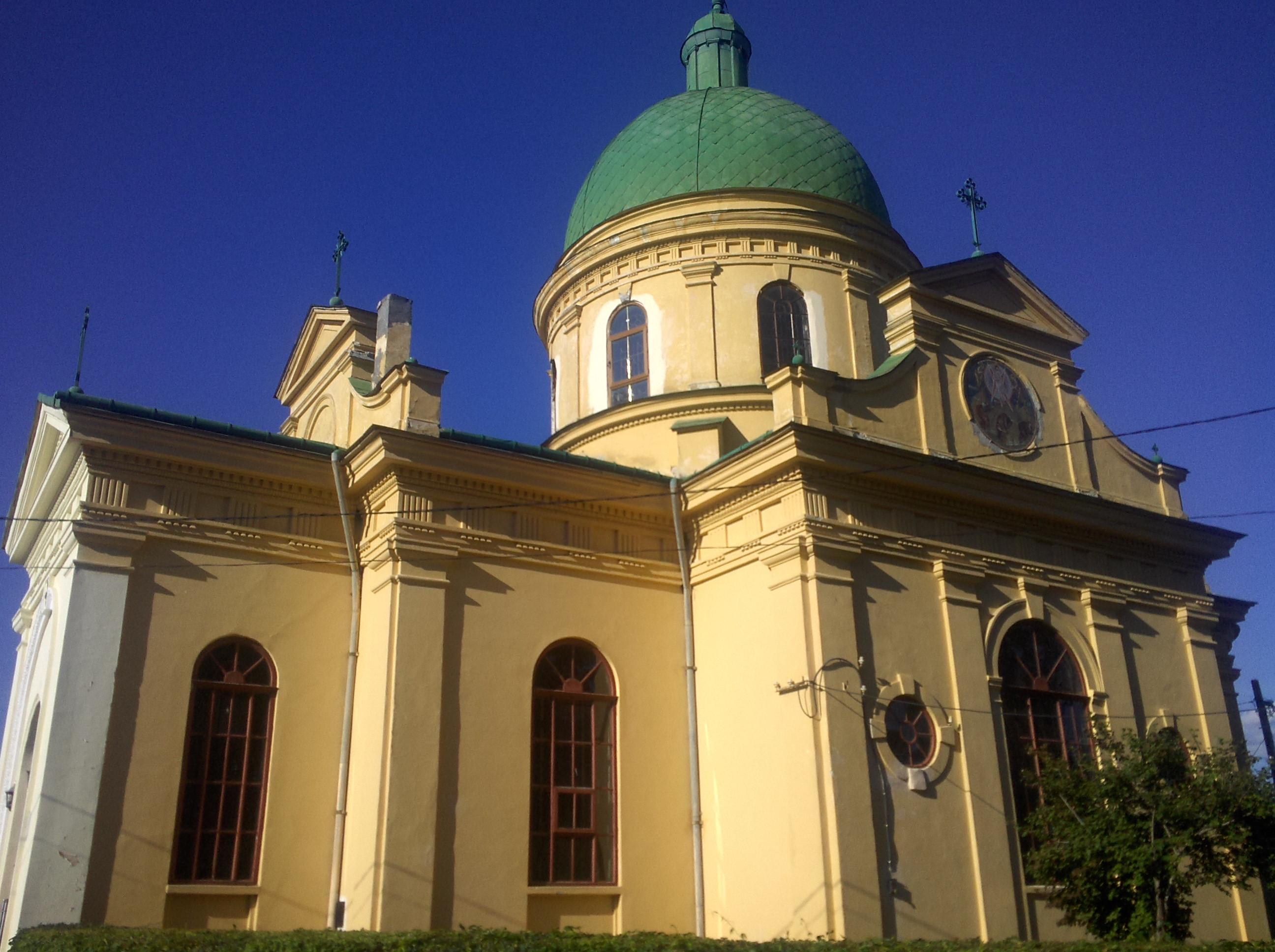
Biserica cu hramul Schimbarea la Faţă

În acest cimitir se odihnesc ostași români căzuți în cele două războaie mondiale, ostașii sovietici căzuți în cel de-al doilea război mondial, personalități locale și naționale, preoți și episcopi sau simpli romașcani.
Cimitirul Eternitatea din Roman este alcătuit din:
- Turnul clopotniței, prin care se accede în cimitir. Clădirea cu turnul clopotniței mai adăpostește o capelă, administrația cimitirului, camera paznicilor, toaletă, centrala termică.
- Biserica cu hramul Schimbarea la Față, aflată în chiar în mijlocului cimitirului
- Capela catolică
- Capela armenească, astăzi folosită de credincioșii ortodocși
- Mausoleul Eroilor Neamului (declarat monument istoric)
- Monumentul Soldatului Sovietic
- Osuar
- Alei cu morminte

## Galerie

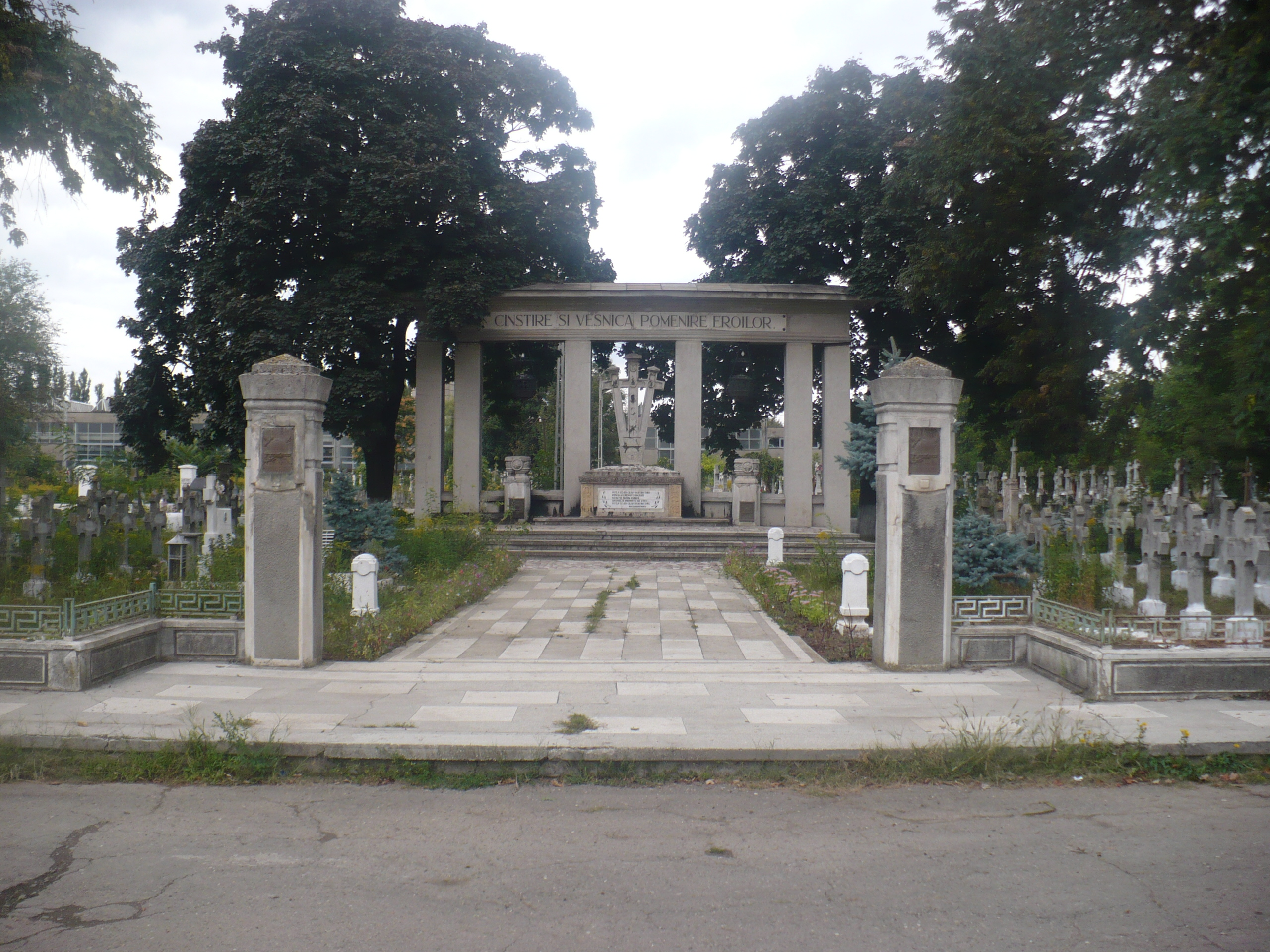
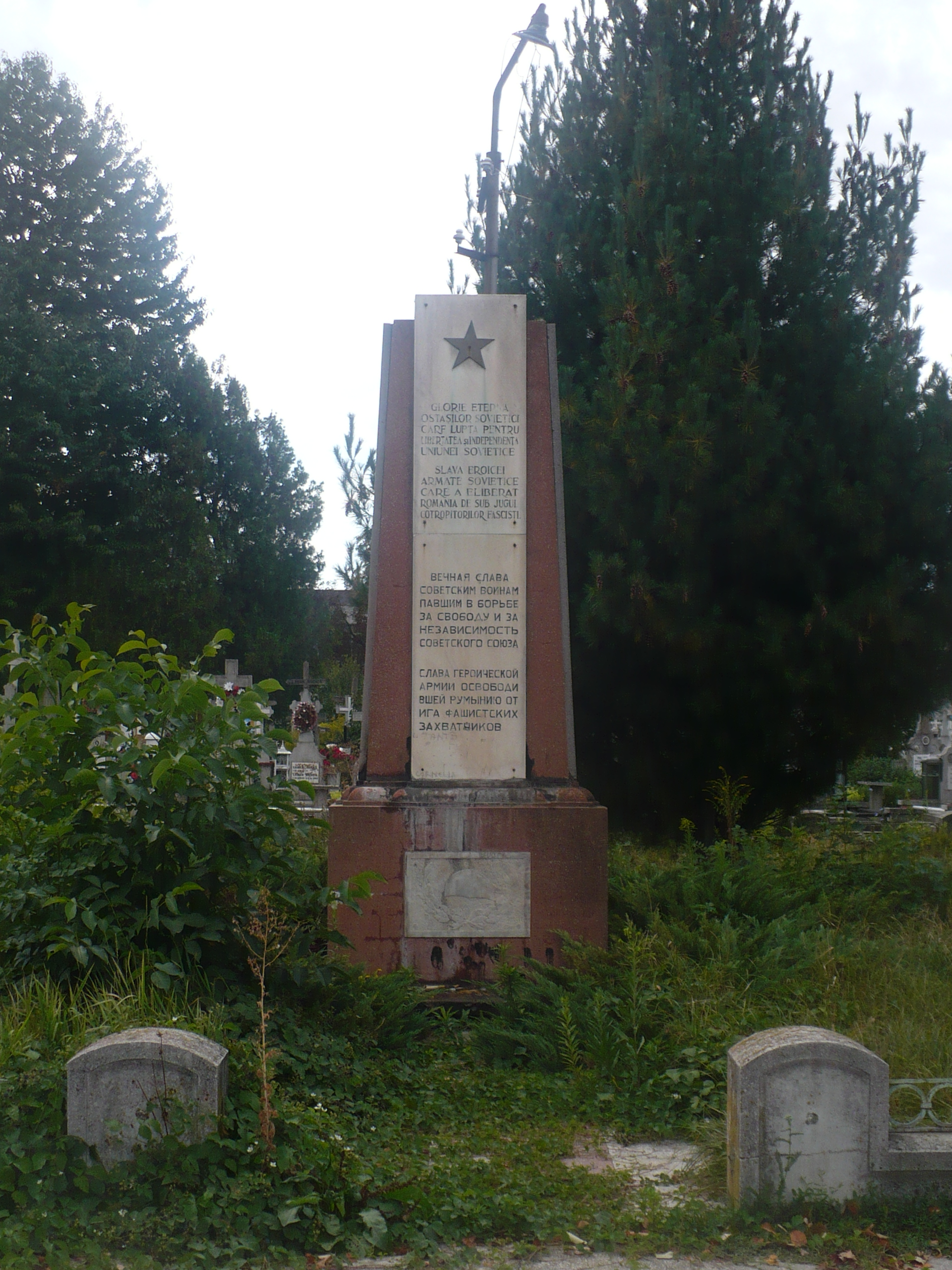
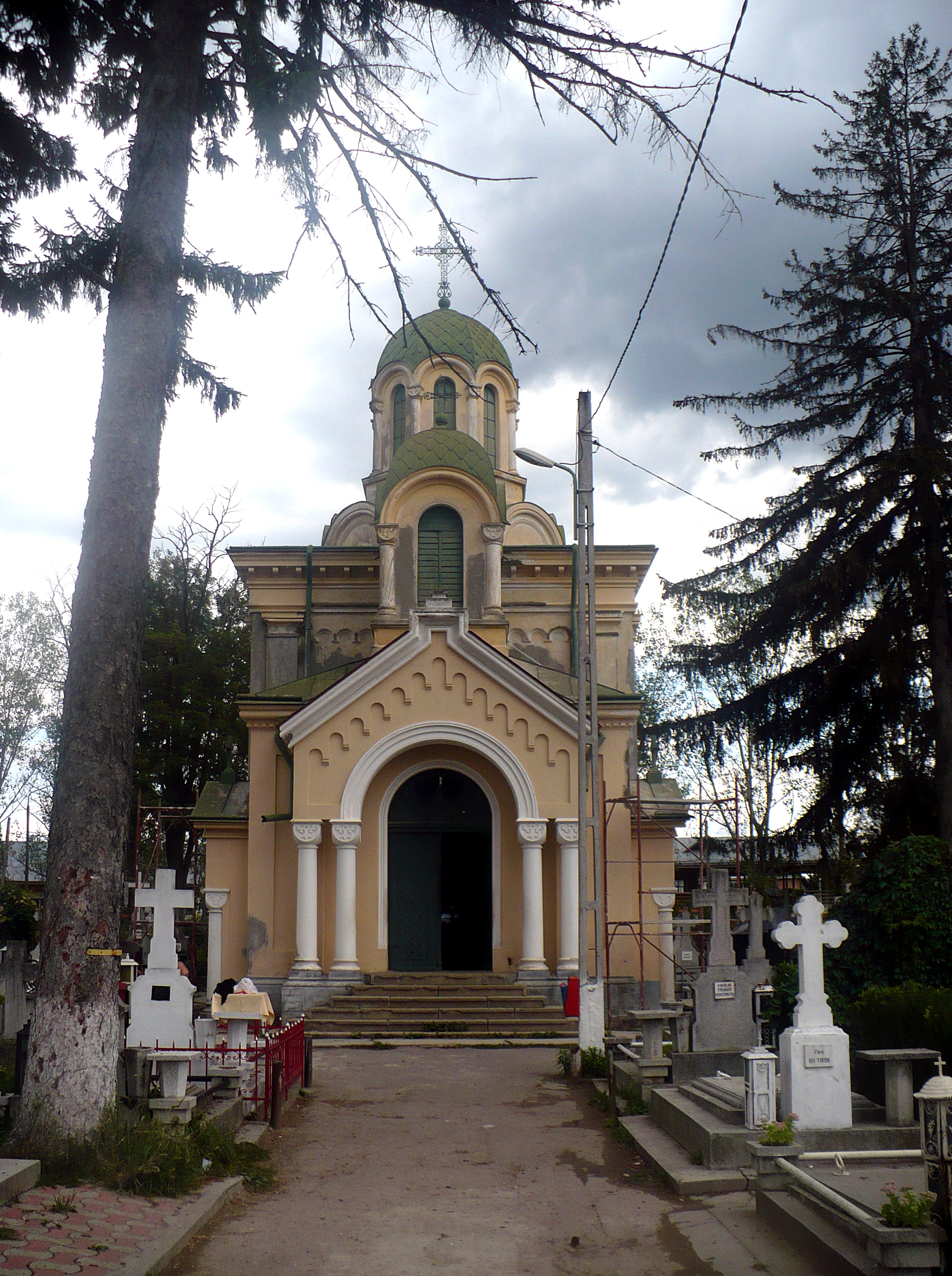
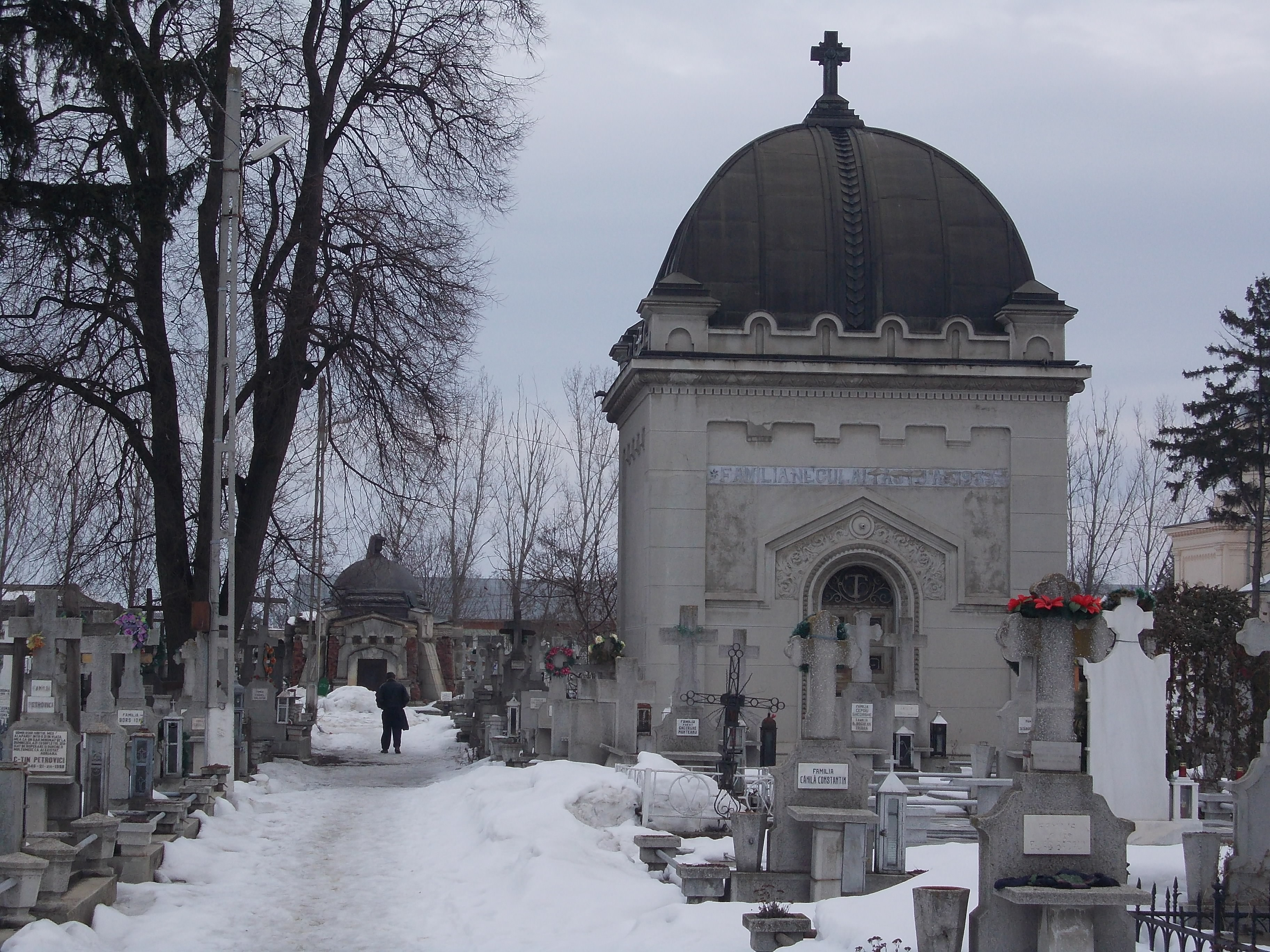
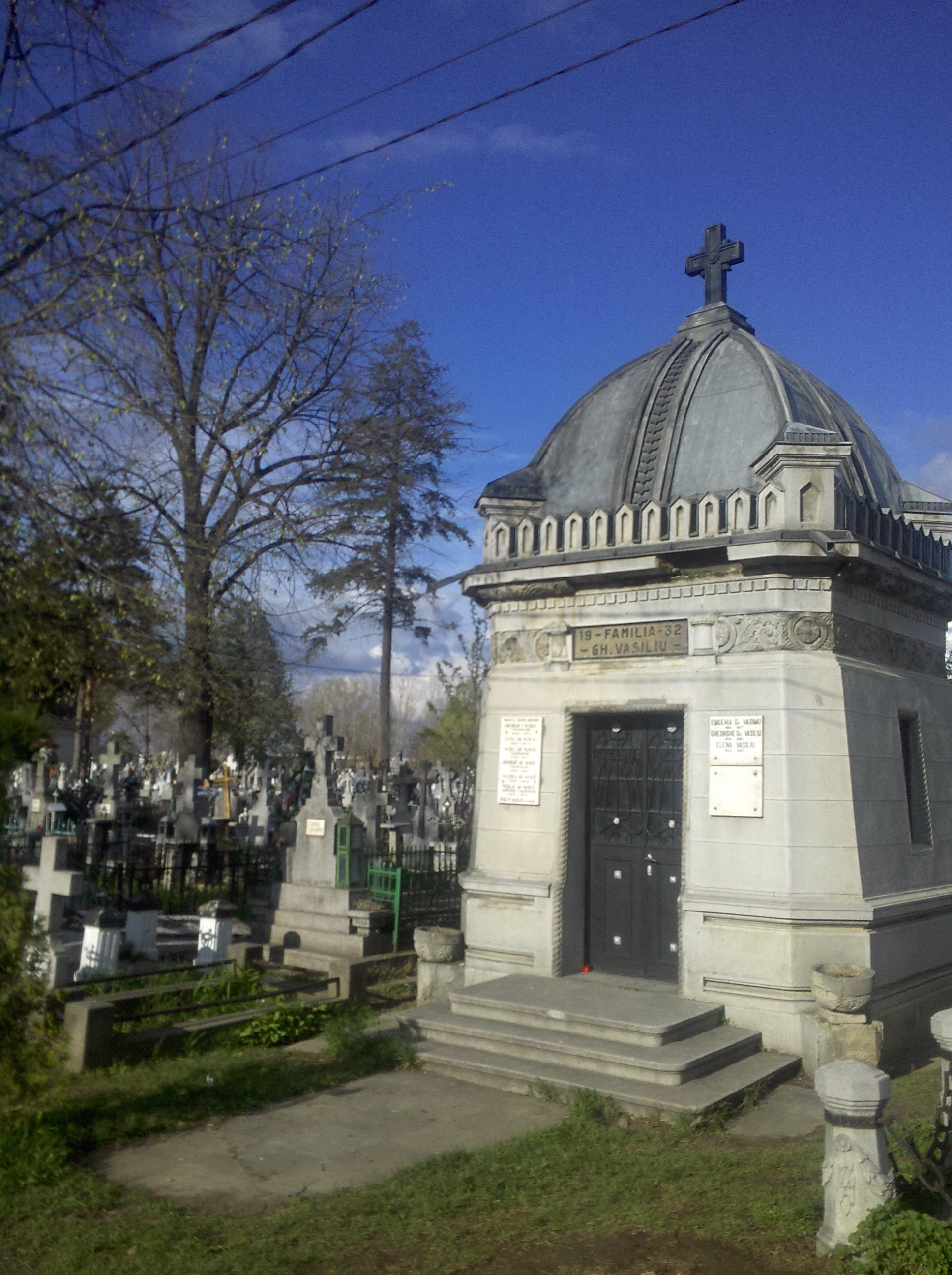
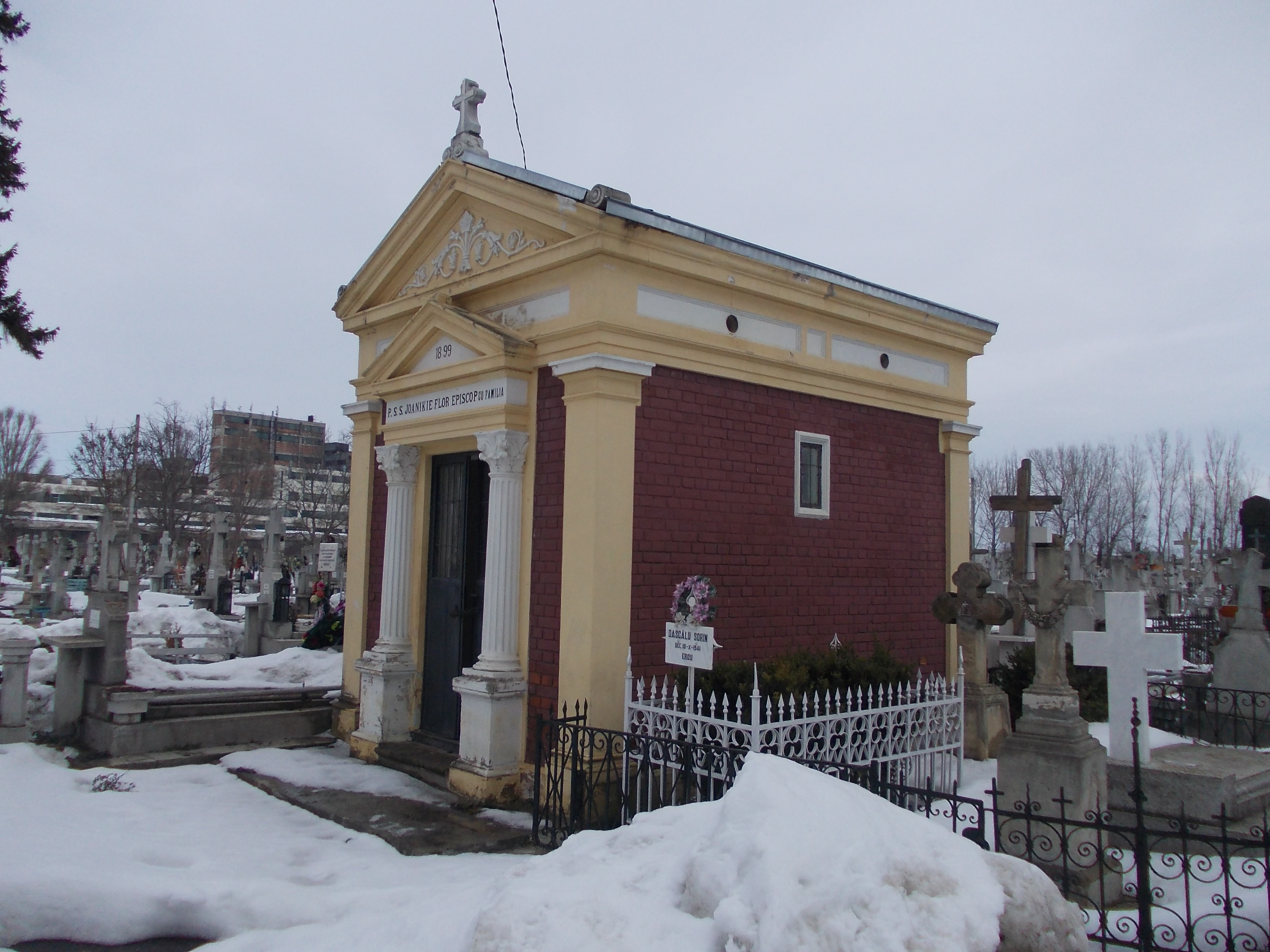
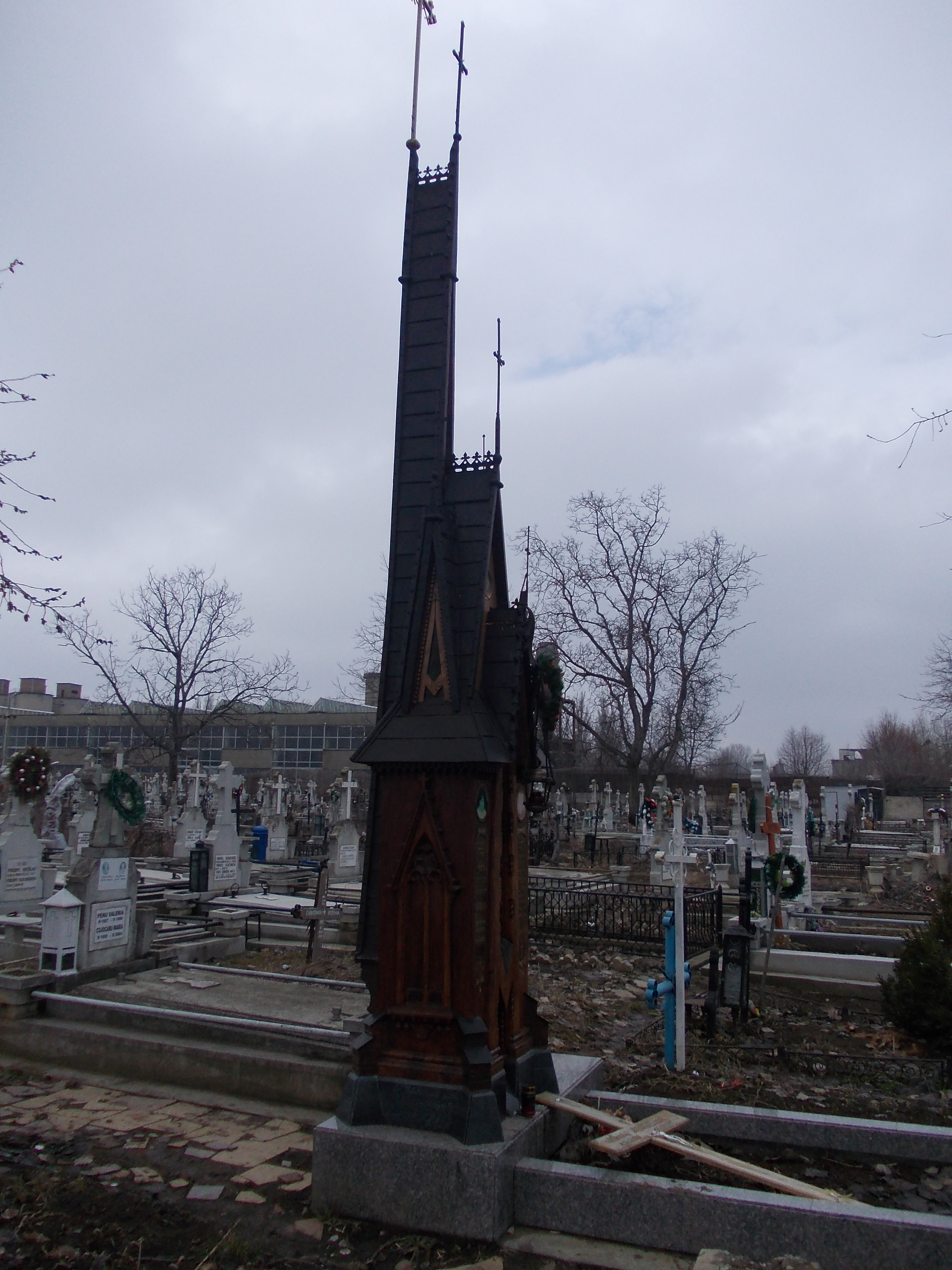
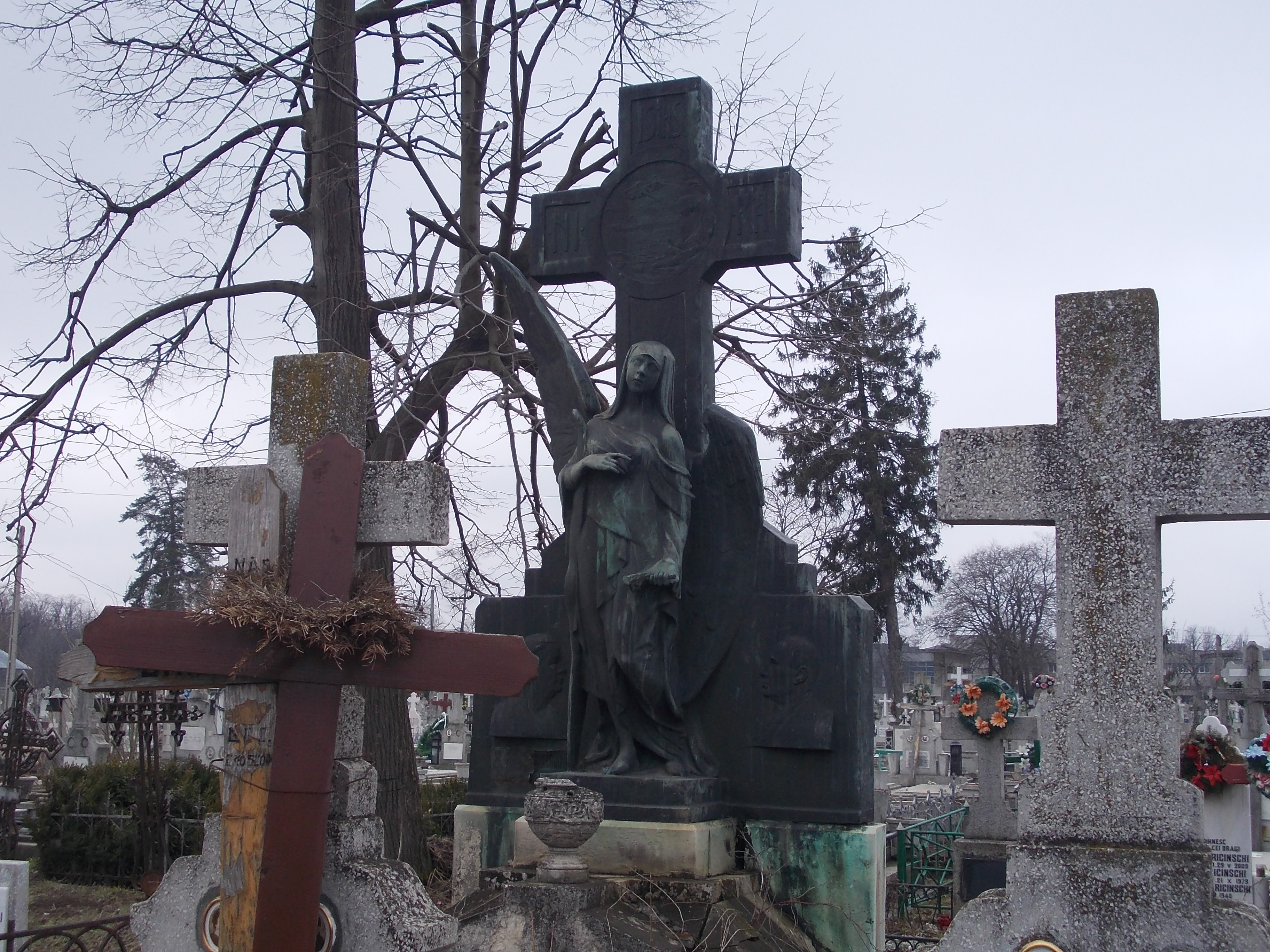
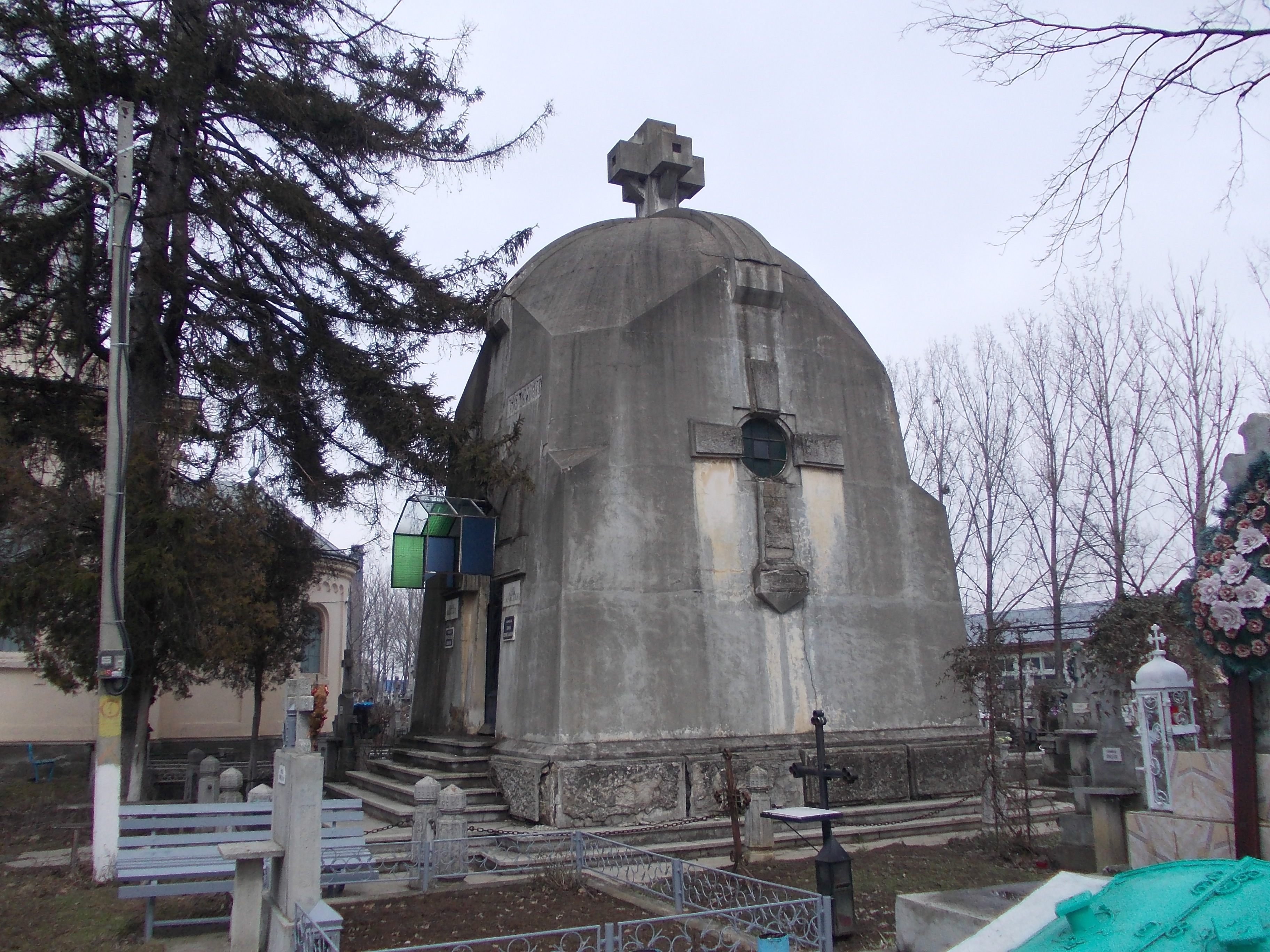
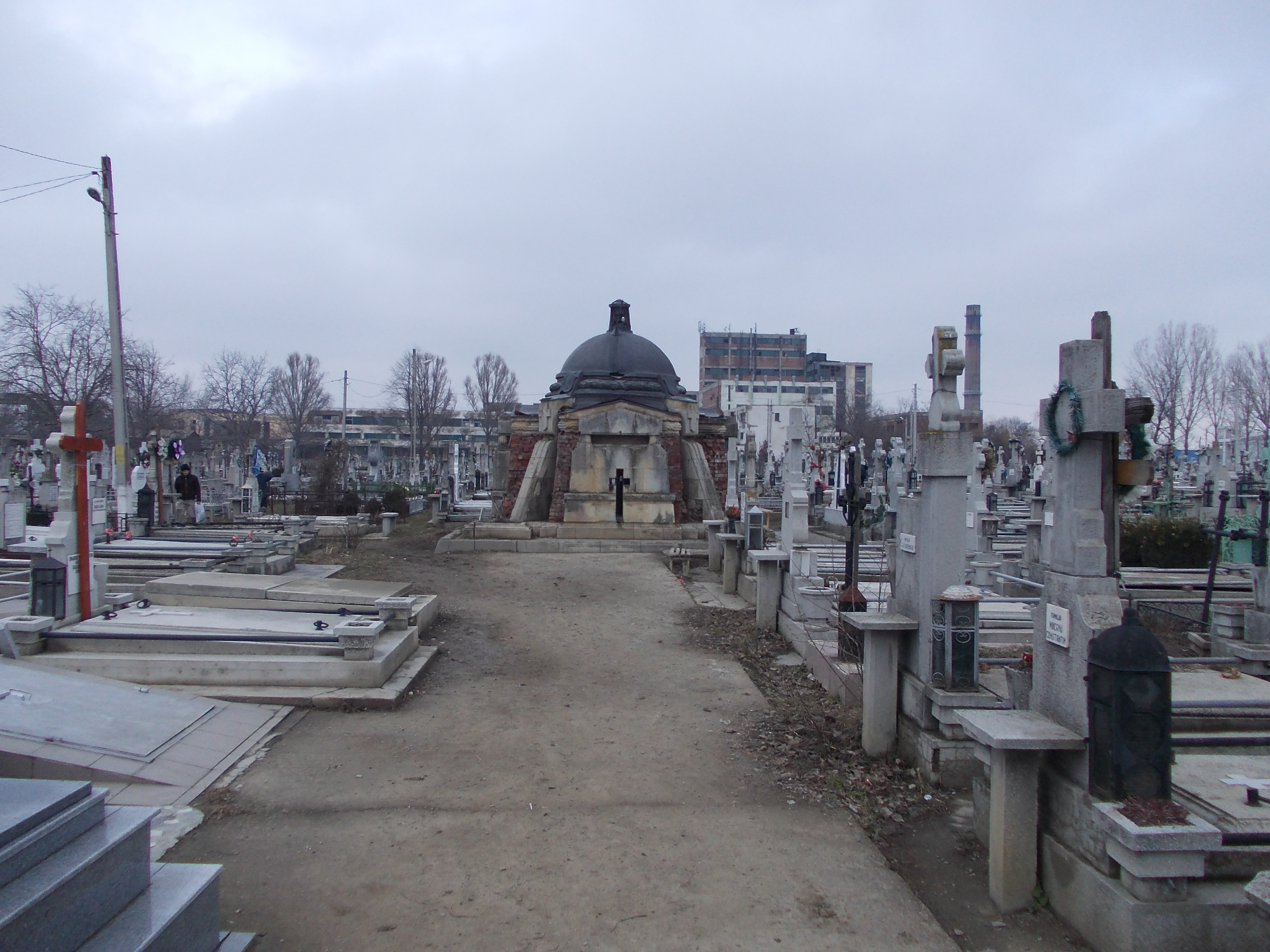
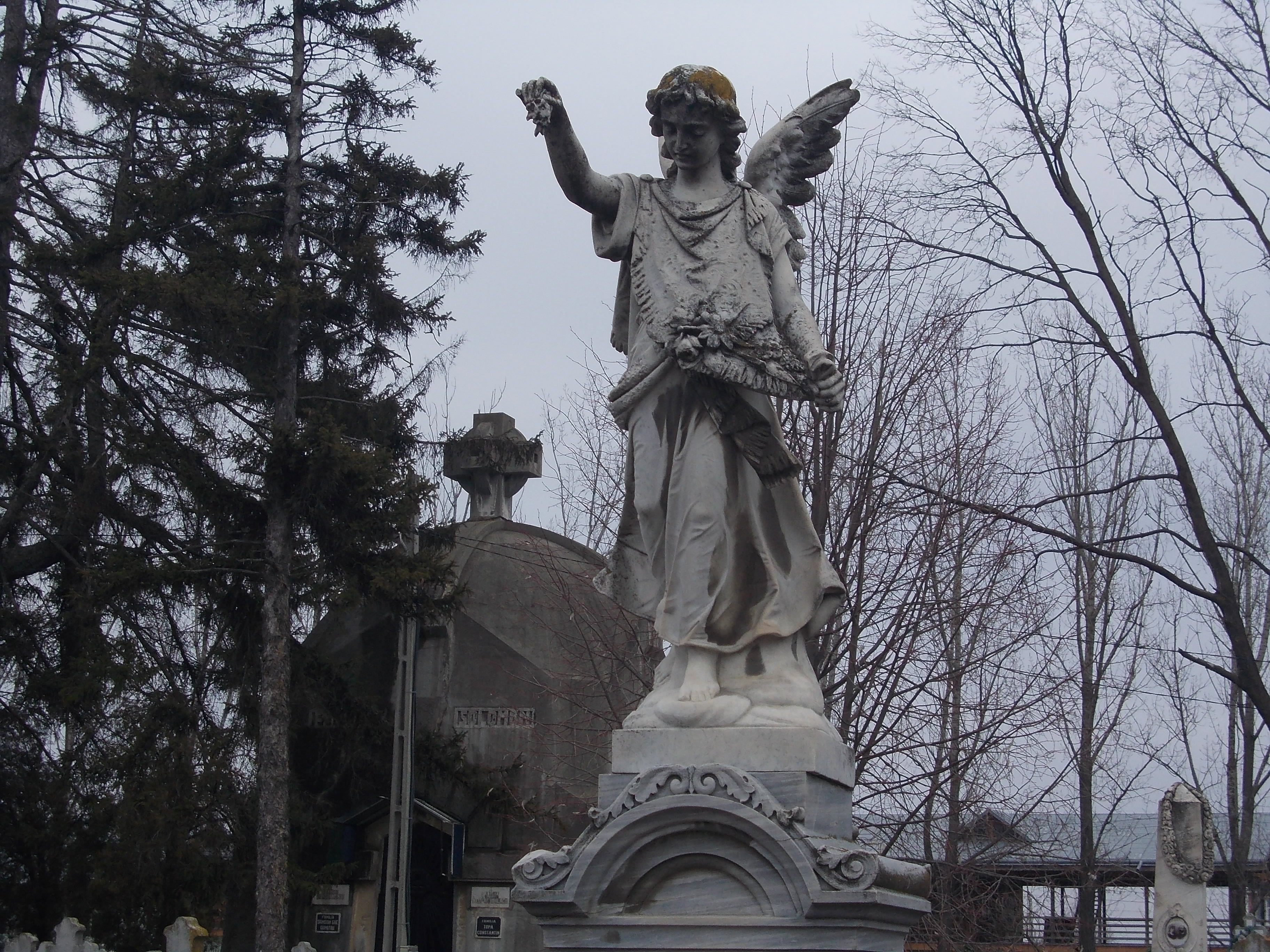
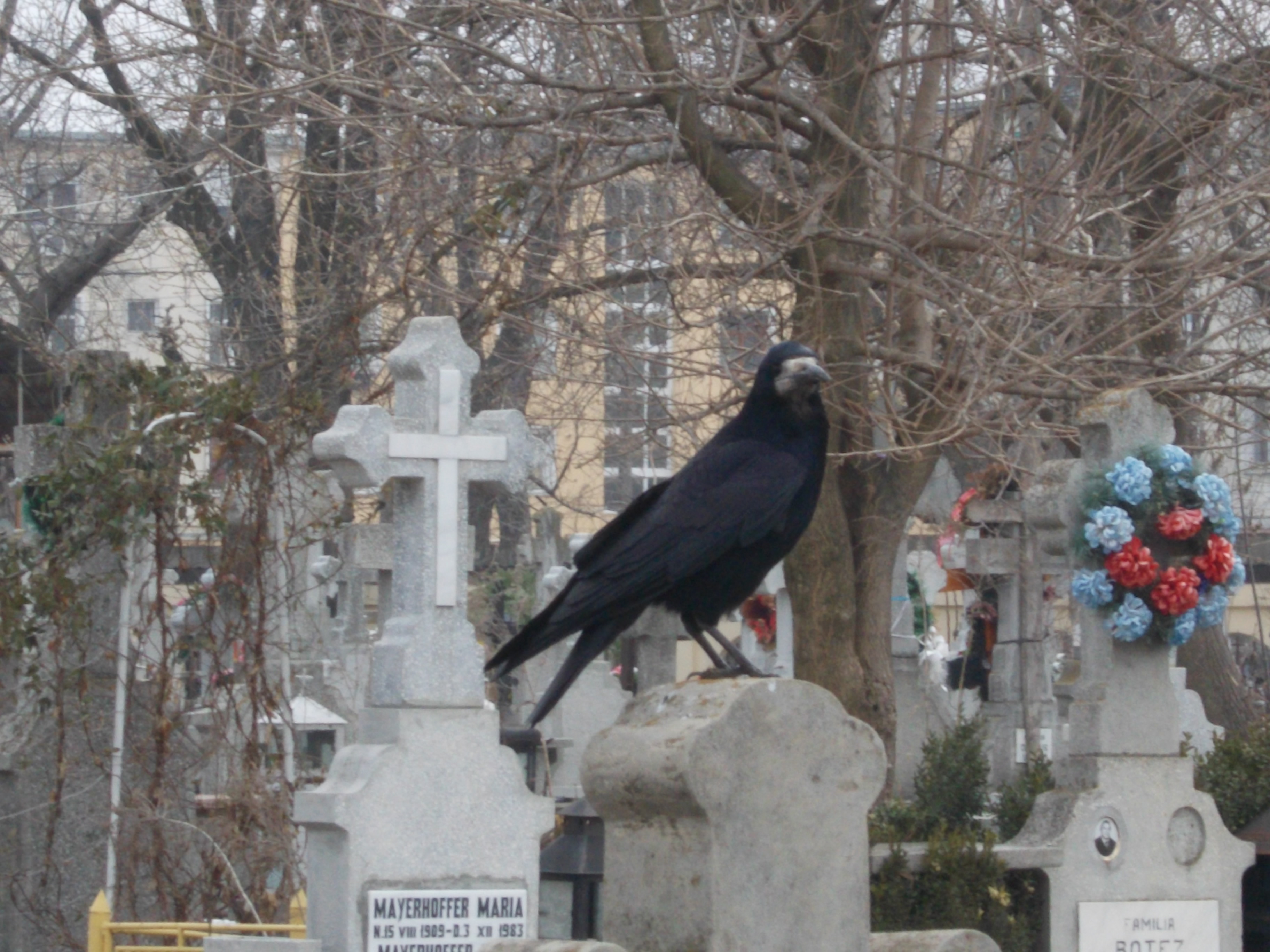

## Referință
1. 1 2 3  „Prezentarea cimitirului "Eternitatea"”. Arhivat din original la 27 noiembrie 2013. Accesat în 31 martie 2013.